# Aechmea angustifolia
Aechmea angustifolia là một loài thực vật có hoa trong họ Bromeliaceae. Loài này được Poepp. & Endl. mô tả khoa học đầu tiên năm 1838.